# Good Will Hunting
A Good Will Hunting (eredeti címe is Good Will Hunting) 1997-ben bemutatott amerikai filmdráma Gus Van Sant rendezésében, Matt Damon, Ben Affleck és Robin Williams főszereplésével. A film Oscar-díjas forgatókönyvét Matt Damon és Ben Affleck írta. Robin Williams a filmben nyújtott alakításával elnyerte a legjobb mellékszereplőnek járó Oscar-díjat.

## Rövid történet
Will Hunting, az MIT egyetem takarítója és gondnoka valójában született matematikus, de egy pszichológus segítségére van szüksége ahhoz, hogy irányt találjon az életében.

## Cselekménye
|  | Alább a cselekmény részletei következnek! |

Will Hunting (Matt Damon) takarító egy bostoni egyetemen, és puszta szórakozásból megold egy olyan matematikai feladatot, amit az egyetem matematikaprofesszora a diákjainak adott fel (amit azonban egyik diákja sem tud megoldani, pedig a megoldónak nem kellene vizsgáznia). A professzor egy még nehezebb feladatot ír fel (aminek bizonyítása neki két évébe telt), amit Will másnapra megold és meglép a tanár elől. Hihetetlen zsenialitása mellett Will szeret a haverjaival kocsmába vagy baseballmeccsre járni. A matematika mellett mintegy mellékesen, de alaposan tájékozott közgazdasági vagy történelmi kérdésekben is.
Amikor „óvodáskori” ellenségét és annak haverjait meglátja az utcán, a barátaival verekedni kezdenek. Will nehezen hagyja abban a verést, még egy rendőrt is megüt, amiért a bíróság (korábbi törvényszegései történetét látva) letöltendő börtönre ítéli.
Lambeau professzor nem hagyja annyiban a dolgot. Kiharcolja, hogy Willt helyezzék feltételes szabadlábra, aminek két feltétele van: vele közösen matematikával kell foglalkoznia, és hetente kétszer pszichológushoz kell járnia. Will több pszichológushoz elmegy, de nem veszi őket komolyan, vagy elemezni kezdi őket, ezért mindegyik visszautasítja, hogy vele foglalkozzon. Az ötödik pszichológus, Sean Maguire (Robin Williams) irodájában is bírálja a polcon található könyveket és elemezni kezd egy festményt, amiről később kiderül, hogy a pszichológus maga festette. Felfedi a kép alapján, hogy Seannak komoly lelki problémái vannak, s csak sodródik ide-oda a viharos külvilágban. Sean dühösen nekiugrik és kidobja, de elvállalja, hogy foglalkozzon a fiúval. Will azonban nem partner ebben. Sean a saját életéről kezd beszélni, a feleségéről, aki beteg lett, majd két éve meghalt.
Még a verekedés előtt Will az egyik kocsmában megismerkedik egy egyetemista lánnyal és találkozni kezdenek. Will besegít a lánynak a szerves kémiai feladata megoldásában, hogy el tudjanak menni randizni. A lánnyal agárversenyre mennek, ahol Will azt hazudja, hogy 12 bátyja van.
Közben Lambeau professzor további, egyre nehezebb feladatokat ad neki, olyanokat, amiket még maga a professzor sem tud megoldani, de Will számára mindez csak játék. Az egyik bizonyítását a tanár szeme láttára meggyújtja, mire a tanár sietve oltani kezdi a papírt. A tanár állást akar szerezni neki, hogy ne kallódjon el, de Willt ez sem érdekli (a haverjával alkalmanként épületek bontásából keres pénzt), például az egyik meghallgatásra az egyik barátja megy el. Egy másik meghallgatáson elhangzottak szerint titkos kormányzati feladatokon kellene dolgoznia a Nemzetbiztonsági Hivatalnak, azonban Will logikusan levezeti, hogy még ha valamilyen kód feltörésével bíznák meg, az is előbb-utóbb katonai beavatkozáshoz, ártatlan emberek halálához, mások profitjának növeléséhez és munkanélküliséghez vezetne, ezért nem vállalja (a nyilvánvalóan igen jól fizető és biztos állást).
A lánnyal összevesznek, mert a lány úgy érzi, nem bízik benne. A lány szeretne Kaliforniába menni az orvosi egyetemre, és felajánlja, hogy Will is menjen vele, de Will azt mondja neki, hogy nem szereti.
Végül kiderül, hogy árván nőtt fel, különböző nevelőszülőknél, akik ok nélkül kínozták (például cigaretta csikkjét nyomták el a testén, vagy késsel szurkálták), ezért nem bízott senkiben. Sean (és Will legjobb haverja) ráébreszti, hogy nem élhet csak úgy bele a világba, a tehetsége kötelezi valamire. Közben Sean is megváltozik, mivel eddig a halott felesége emlékének élt. Elhatározza, hogy hosszabb alkotói szabadságot vesz ki, aminek során ellátogat majd Indiába és Kínába is.
Will egy levelet hagy neki a professzora számára (ha az állás felől érdeklődne), amiben ugyanazt írja, amit Sean mondott neki, amikor kihagyott egy legendás baseballmérkőzést: „Sajnálom, de dolgom van egy lánnyal.” Egy ócska autón (amit a barátaitól kapott a 21. születésnapjára) elindul Kalifornia felé.
|  | Itt a vége a cselekmény részletezésének! |

## Szereplők
| Karakter                             | Színész             | Magyar hang     |
| ------------------------------------ | ------------------- | --------------- |
| Will Hunting                         | Matt Damon          | Stohl András    |
| Sean Maguire pszichológus            | Robin Williams      | Tordy Géza      |
| Chuckie                              | Ben Affleck         | Széles Tamás    |
| Skylar                               | Minnie Driver       | Tóth Auguszta   |
| Gerald Lambeau matematika-professzor | Stellan Skarsgård   | Szakácsi Sándor |
| Morgan                               | Casey Affleck       | Dévai Balázs    |
| Billy McBride                        | Cole Hauser         | Crespo Rodrigo  |
| Henry Lipkin pszichológus            | George Plimpton     | Pusztai Péter   |
| Timmy                                | Richard Fitzpatrick | Izsóf Vilmos    |

## Filmzene
1. Wolfe Tones – "Big Strong Man"
2. Northeast Connection – "If I Had the Last Dream in the World"
3. Gerry Rafferty – "Baker Street"
4. Dan Lander – "Room"
5. The Dandy Warhols – "Boys Better"
6. Supergrass – "We Still Need More Than Anyone Can Give"
7. Elliott Smith – "No Name#3"
8. Del Shannon – "Runaway"
9. Luscious Jackson – "Why Do I Lie?"
10. Dana Muller és Gary Steigerwalt – "Grand Sonata in B Flat Major, Op. 30/D 617"
11. Andru Donalds – "Somebody's Baby"
12. Dana Muller és Gary Steigerwalt – "Six Grandes Marches, Op. 40/D 617, No. 5"
13. Elliott Smith – "Say Yes"
14. Jeb Loy Nichols – "As the Rain"
15. "People"
16. Elliott Smith – "Between the Bars"
17. Minnie Driver – "Handle on My Heart"
18. The Waterboys – "Fisherman’s Blues"
19. Al Green – "How Can You Mend a Broken Heart"
20. Altan – "Tommy Bhetty's Waltz" (Traditional)
21. Elliott Smith – "Angeles"
22. Wolfstone – "Heart & Soul"
23. "Danny Boy"
24. Elliott Smith – "Miss Misery"
25. Starland Vocal Band – "Afternoon Delight"

## Fontosabb díjak és jelölések

### Berlini Nemzetközi Filmfesztivál(1998)
- díj: Ezüst Medve díj (különdíj a forgatókönyvért és az alakításért) (Matt Damon)
- jelölés: Arany Medve (Gus Van Sant)

### Golden Globe-díj(1998)
- díj: legjobb forgatókönyv (Ben Affleck, Matt Damon)
- jelölés: legjobb filmdráma
- jelölés: legjobb férfi főszereplő (Matt Damon)
- jelölés: legjobb férfi mellékszereplő (Robin Williams)

### Oscar-díj(1998)
- díj: legjobb férfi mellékszereplő: (Robin Williams)
- díj: legjobb eredeti forgatókönyv: (Matt Damon, Ben Affleck)
- jelölés: legjobb film (Lawrence Bender)
- jelölés: legjobb rendező (Gus Van Sant)
- jelölés: legjobb férfi főszereplő (Matt Damon)
- jelölés: legjobb női mellékszereplő (Minnie Driver)
- jelölés: legjobb eredeti filmzene (Danny Elfman)
- jelölés: legjobb eredeti filmdal (Elliott Smith)
- jelölés: legjobb vágás (Pietro Scalia)

### Európai Filmdíj(1998)
- díj: Outstanding European Achievement in World Cinema (kimagasló alakítás) (Stellan Skarsgård)